# Commission scolaire de la Jonquière
 (septembre 2020).
Pour les raisons suivantes :
- Les commissions scolaires québécoises étaient une forme de gouvernement local composé de commissaires élus et disposant de pouvoirs de taxation. Leur admissibilité dans Wikipédia est bien établie.
- Par contre, les centres de service scolaires sont plutôt des centres administratifs relevant du ministère de l'Éducation. Leur mode de gestion et leurs pouvoirs sont différents de ceux des commissions scolaires. Leur admissibilité selon les critères de Wikipédia n'a pas encore été démontrée.
- Vu leur nature différente, les éventuels articles sur les centres de services scolaires devraient être distincts de ceux des commissions scolaires, et non des renommages de ceux-ci.
- Les contributeurs sont invités à discuter de ce sujet sur Discussion Projet:Québec.

La Commission scolaire de la Jonquière est une ancienne commission scolaire. Elle est abolie le 15 juin 2020, et remplacée par le Centre de services scolaire administrant l'éducation scolaire dans l'arrondissement Jonquière au la ville de Saguenay, au Québec.

## Écoles primaires 4 à 13 ans!
- Collège de Saint-Ambroise/Bon-Pasteur
- École Notre-Dame-du-Rosaire/Saint-Luc
- École Marguerite-Belley (1952)
- École Saint-Jean-Baptiste (1949)
- École Immaculée-Conception (École de la Mosaïque 2011)
- École Sacré-Cœur (1926)
- École Notre-Dame-du-Sourire
- École Notre-Dame-de-l'Assomption
- École Bois-Joli
- École Du Versant
- École St-Charles
- École Saint-Jean
- École Sainte-Cécile
- École Sainte-Bernadette (1951)
- École Sainte-Lucie
- École Sainte-Marie-Médiatrice (1947)
- École Trefflé-Gauthier (1961)
- École Notre-Dame-de-Fatima (1960)
- École Saint-Germain
- École Jean XXIII
- École Saint-Michel (1948)
- École Sainte-Thérèse (1960)

## Écoles secondaires 13 à 19 ans!
Le centre de services scolaire De La Jonquière possède aussi 3 écoles secondaires dont 2 polyvalentes :
- École secondaire Kénogami ;
- École secondaire des Bâtisseurs ;
  - Édifice Jonquière
  - Édifice Kénogami
- École polyvalente Arvida.
- École polyvalente Jonquière ;

## Centres de formation professionnelle
Il possède aussi 3 centres de formation professionnelle dont :
- Centre de formation professionnelle Jonquière (Situé sur le boulevard du Royaume, voisin de l'École Polyvalente de Jonquière) ;
- Centre de formation professionnelle Arvida (Situé dans l'édifice Mellon, voisin de l'École Polyvalente Arvida) ;
- Centre de formation professionnelle Kénogami (Situé sur le Rue des Étudiants, voisin de l'École Secondaire Kénogami) ;
- Centre de formation professionnelle (Situé dans l'édifice Saint-Germain).

## Centre de formation aux adultes
Le centre de services scolaire De La Jonquière possède aussi un centre de formation aux adultes
- Centre de Formation Générale des Adultes (C.F.G.A. De La Jonquière) situé sur le boulevard Harvey.

## Statistiques
- 4 653 élèves répartis dans 21 écoles primaires
- 2 840 élèves répartis dans 3 écoles secondaires
- 841 élèves en formation professionnelle
- 1 575 élèves en formation générale des adultes

Pour un total de : 9 909 élèves.